# Bois-Herpin
Bois-Herpin ist eine französische Gemeinde mit 83 Einwohnern (Stand: 1. Januar 2022) im Département Essonne in der Region Île-de-France; sie gehört zum Arrondissement Étampes und zum Kanton Étampes. Die Einwohner werden Bois-Herpinois genannt.

## Geographie
Bois-Herpin liegt etwa 54 Kilometer südlich von Paris. Umgeben wird Bois-Herpin von den Nachbargemeinden Puiselet-le-Marais im Norden und Nordosten, Mespuits im Osten und Südosten, Roinvilliers im Süden, Abbéville-la-Rivière im Südwesten, Marolles-en-Beauce im Westen sowie La Forêt-Sainte-Croix im Westen und Nordwesten.

## Bevölkerungsentwicklung
| Jahr                       | 1962 | 1968 | 1975 | 1982 | 1990 | 1999 | 2006 | 2019 |
| Einwohner                  | 48   | 46   | 47   | 53   | 59   | 57   | 78   | 80   |
| Quellen: Cassini und INSEE |      |      |      |      |      |      |      |      |

## Sehenswürdigkeiten

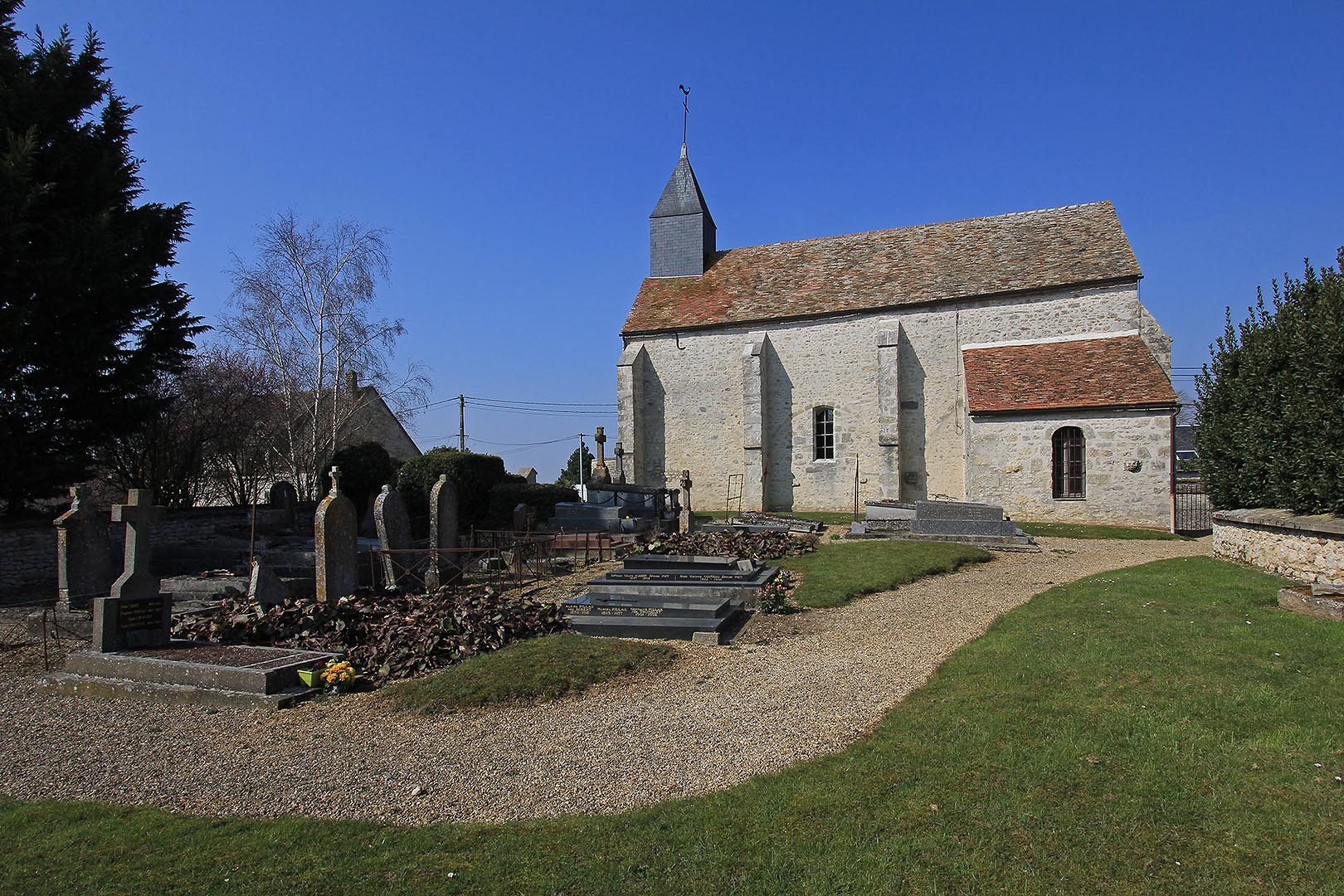
Kirche Saint-Antoine

- Kirche Saint-Antoine